# Корепанов, Валерий Евгеньевич
Валерий Евгеньевич Корепанов (родился 1 июля 1943 года) — доктор технических наук, заместитель директора по научной работе Львовского центра Института космических исследований НАН Украины и Национального космического агентства Украины (ЛЦ ИКИ НАНУ НКАУ).

## Биография
Окончил Львовский политехнический институт по специальности инженер-электрик в 1965 году.
Получил звание кандидата технических наук по электромагнитным измерениям во Львовском политехническом институте в 1970 году.
Защитил докторскую диссертацию по геофизике в Институте физики Земли (Москва) в 1991 году.
В течение 30 лет проработал в Физико-механическом институте им. Г.В.Карпенко (ФМИ) (Львов, Украина). 

Начиная с 1996 года — заместитель директора по научной работе ЛЦ ИКИ НАНУ НКАУ.

## Научная деятельность
Разработка теоретических и методологических аспектов исследований электрического и магнитного полей в различных средах: космической плазме, морской воде и грунте. Проектирование и производство различных типов магнитометров, электрометров и средств их калибровки, создание нового прибора, волнового зонда, для измерения токов в космической плазме.

## Награды
- Знак отличия "За профессиональные достижения" Президиума национальной академии наук Украины (2013)[1]
- Нагрудный знак "За заслуги" Аэрокосмического общества Украины (2013) [2]
- Медаль А.Л. Чижевского  за заслуги перед российской космонавтикой от Федерации космонавтики России (2012)[3]
- Государственная премия Украины в области науки и техники (2008 год) за работу «Космические системы, приборы и методы диагностики электромагнитных полей в геокосмосе».[4]
- Медаль Христиана Гюйгенса (2009 год) за существенные достижения в развитии датчиков и электрических и магнитных приборов для исследования Земли и Солнечной системы.[5]
- Орден За заслуги III степени (15 мая 2003).[6]
- Звание «Заслуженный деятель науки и техники Украины» (1997 г.)

## Публикации
Общее количество публикаций: 450
Ключевые публикации:
- Сопрунюк П.М., Климов С.И., Корепанов В.Е. Электрические поля в космической плазме. Киев: Наукова думка, 1994.
- Korepanov V., Berkman R., New approach to the exact design of low noise search-coil magnetometers, XIV IMEKO World Congress, V. IVA, 1997, Topic 4, pp. 97–102.[7]
- Korepanov V., Berkman R., Digital flux-gate magnetometer structural analysis, Meas. Sci. Technol., 10 (1999), pp. 734–737.
- F.Dudkin, V.Korepanov, G. Lizunov. Experiment VARIANT - first results from Wave Probe instrument. Advances in Space Research. Volume 43, Issue 12, 1904-1909 (2009).[8]
- В.Е.Корепанов, А. Н. Свенсон. Высокоточные неполяризующиеся электроды для наземной геофизической разведки. К. Наукова думка. 2007. 100 с.
- The new INTERMAGNET 1-second standard fluxgate magnetometer. V.Korepanov, A. Marusenkov (Lviv Center of Institute of Space Research, Lviv, Ukraine), J.Rasson (Royal Meteorological Institute, Dourbes, Belgium) [9]

## Доклады на научных конференциях
- V.Korepanov, G. lizunov. Seismoionospheric coupling and earthquakes forecast probability (EGU, April, 13-18, 2008, Vienna, Austria) [10]
- В.Корепанов. Магнітометри та магнітотелуричні станції для прикладної геофізики (Наукова конференція «Геофізичні технології прогнозування й моніторингу геологічного середовища», 6-10 жовтня 2008, Львів, КВ ІГФ НАНУ)
- Klimov, S.I., V.E.Korepanov, D.I.Novikov, Cs. Ferencz, J. Lichtenberger, A. Marusenkov, L.Bodnar. Study of electromagnetic parameters of space weather. micro-satellite «CHIBIS- M». Digest of the 7th Int. Symposium of the Int. Academy of Astronautics «Small Satellites for Earth Observation». Berlin, May 4-8, 2009. P. 65-68.
- V. Korepanov, F. Dudkin, G. Lizunov. New instrument for wave activity study. Digest of the 7th Int. Symposium of the Int. Academy of Astronautics «Small Satellites for Earth Observation». Berlin, May 4-8, 2009. P. 187—190.
- S. Belyayev, F. Dudkin, V. Korepanov, О. Leontyeva. Possibility of IGRF model upgrade using microsatellite service magnetometer. Digest of the 7th Int. Symposium of the Int. Academy of Astronautics «Small Satellites for Earth Observation». Berlin, May 4-8, 2009. P. 565—568.[11]

## Членство в научных обществах
- Международная академия астронавтики (IAA);
- Международная комитет по космическим исследованиям (COSPAR National board);
- Международная ассоциация геомагнетизма и аэрономии (IAGA WG 5-OBS on Geomagnetic Observatories);
- Европейский союз наук о Земле (EGU IWG Geophysical Instrumentation Vice‑Chairman);
- National Space Review and National Antarctic Bulletin editorial boards.